# 대저역
대저역(Daejeo station, 大渚驛)은 대한민국 부산광역시 강서구 대저동에 있는 부산 도시철도 3호선과 부산-김해 경전철의 전철역이자 환승역이다. 부산 도시철도 3호선의 경우 이 역부터 구포역까지 지상 구간이다.

## 역사
- 1997년 11월 25일(화요일) : 부산 도시철도 3호선 대저역~수영역 구간 착공
- 2005년 11월 28일(월요일) : 부산 도시철도 3호선 대저역~수영역 구간 개통과 함께 종착역으로 영업 개시
- 2006년 2월 15일(수요일) : 부산-김해 경전철 사상역~가야대역 구간 착공
- 2011년 9월 16일(금요일) : 부산-김해 경전철 사상역~가야대역 구간 개통과 함께 환승역이 됨

## 역명
부산 도시철도 3호선 역의 공사중 가역명은 중리역이었으며, 부산-김해 경전철 역의 공사중 가역명은 서연정역이었다.

## 역 구조

### 부산교통공사
출입구는 2개다.

#### 부산 도시철도 3호선 승강장
1면 2선의 섬식 승강장을 갖춘 고가역이며, 반밀폐형 스크린도어가 설치되어 있다.
| 체육공원 ↑ |
| 하 상 \|   |
| 시·종착역  |

| 상행 | ● 부산 도시철도 3호선 | 구포·덕천·미남·연산·수영 방면 |
| 하행 | ● 부산 도시철도 3호선 | 대저기지 입고 열차 당역 종착  |

### 부산-김해경전철
출입구는 2개다.

#### 부산-김해 경전철 승강장
2면 2선의 상대식 승강장을 갖춘 고가역이며, 반밀폐형 스크린도어가 설치되어 있다.
| 등구↑ |
| \| 상 |
| ↓평강 |

| 상행 | ● 부산-김해 경전철 | 공항·사상 방면                |
| 하행 | ● 부산-김해 경전철 | 김해시청·수로왕릉·가야대 방면 |

#### 환승 시 유의
대합실에 부산-김해 경전철 역사 연결 통로가 설치되어 있으나 요금 지역(Fare Zone) 외부에 있기 때문에 직접 환승이 불가능하며, 반드시 개찰구를 통과해야 한다. 또한 환승 처리는 선/후불 교통카드로만 가능한 소프트 환승이다. 2011년부터 부산광역시, 양산시, 김해시 간 광역환승할인제가 시행되어 카드로 요금을 내면 환승할인이 적용된다.

## 역 주변
- 부산우편집중국
- 대저초등학교
- 낙동중학교
- 부산교통공사 대저차량사업소
- 부산강서우체국
- 강서구종합사회복지관

## 승차량 변동
- 부산-김해 경전철 개통 이후 이용객이 증가하였다. 현재 부산 도시철도 3호선의 역들 중 승객이 4번째로 많다. 단 대부분이 환승객이다. 사상역도 부산-김해 경전철 개통 이후 이용객이 증가하고 있다.
- 부산-김해 경전철은 기본적으로 승·하차량을 공개하지 않고 있지만 부산광역시에서 실시하는 교통조사 분석용역을 통해서 부산권 역(사상역-대사역 구간)들의 승·하차량은 확인 가능하다. 환승 인원이 포함되었다.

| 노선             | 승차 인원 | 승차 인원 | 승차 인원 | 승차 인원 | 승차 인원 | 승차 인원 | 승차 인원 | 승차 인원 | 승차 인원 | 승차 인원 | 승차 인원 | 주석  |
| 노선             | 2005년    | 2006년    | 2007년    | 2008년    | 2009년    | 2010년    | 2011년    | 2012년    | 2013년    | 2014년    | 2015년    | 주석  |
| ---------------- | --------- | --------- | --------- | --------- | --------- | --------- | --------- | --------- | --------- | --------- | --------- | ----- |
| 3호선            | 1409      | 1641      | 1954      | 2276      | 2295      | 2732      | 4348      | 7400      | 7928      | 8709      | 8750      | [ 4 ] |
| 부산-김해 경전철 | 미개통    | 미개통    | 미개통    | 미개통    | 미개통    | 미개통    | 4394      | 4867      | 5344      |           |           |       |

## 갤러리

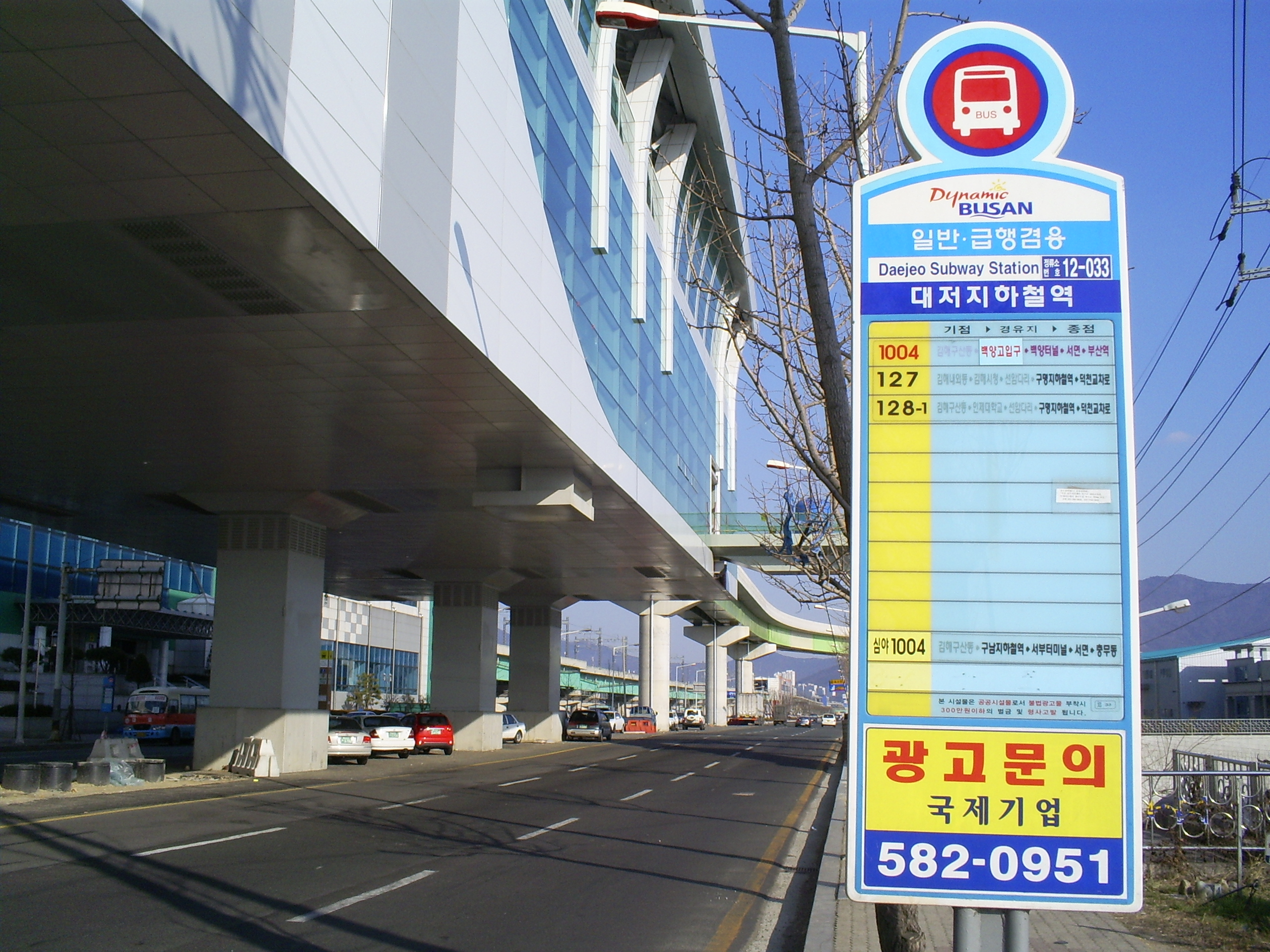
인근에 있는 버스 정류장
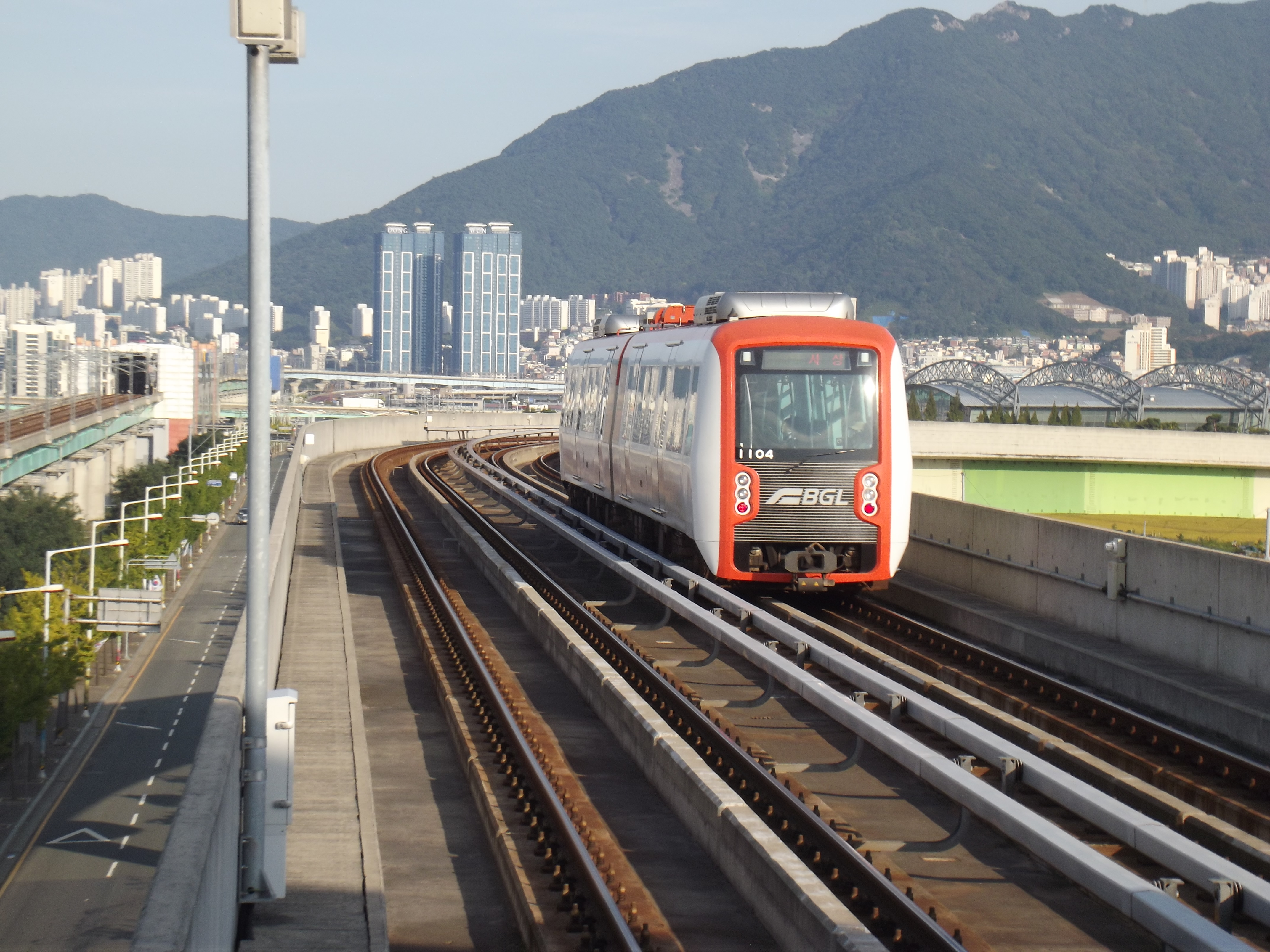
대저역을 출발한 부산-김해 경전철 부산-김해경전철 1000호대 전동차
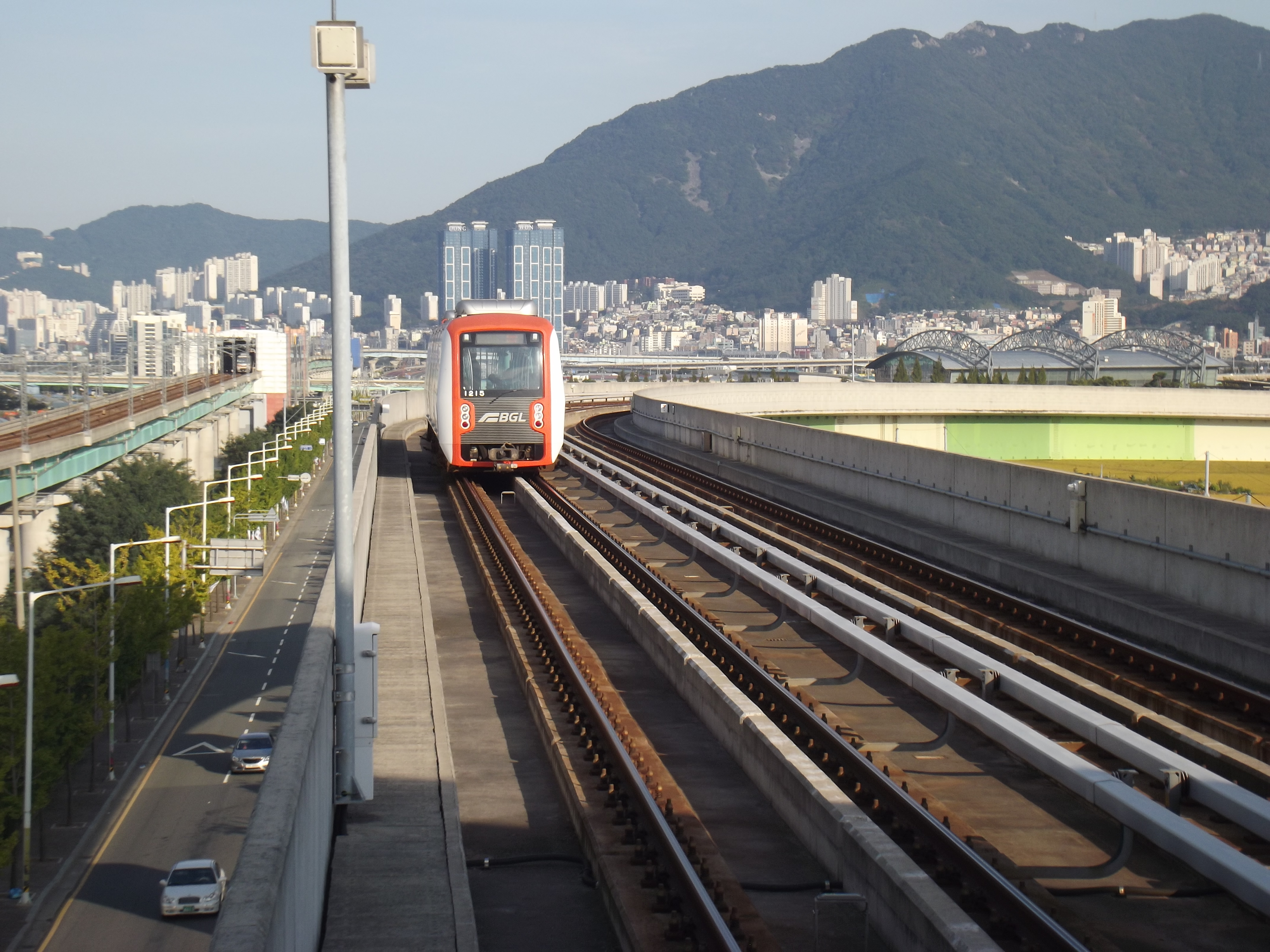
대저역 부산-김해 경전철 가야대 방향 승강장에 진입하는 부산-김해 경전철 부산-김해경전철 1000호대 전동차
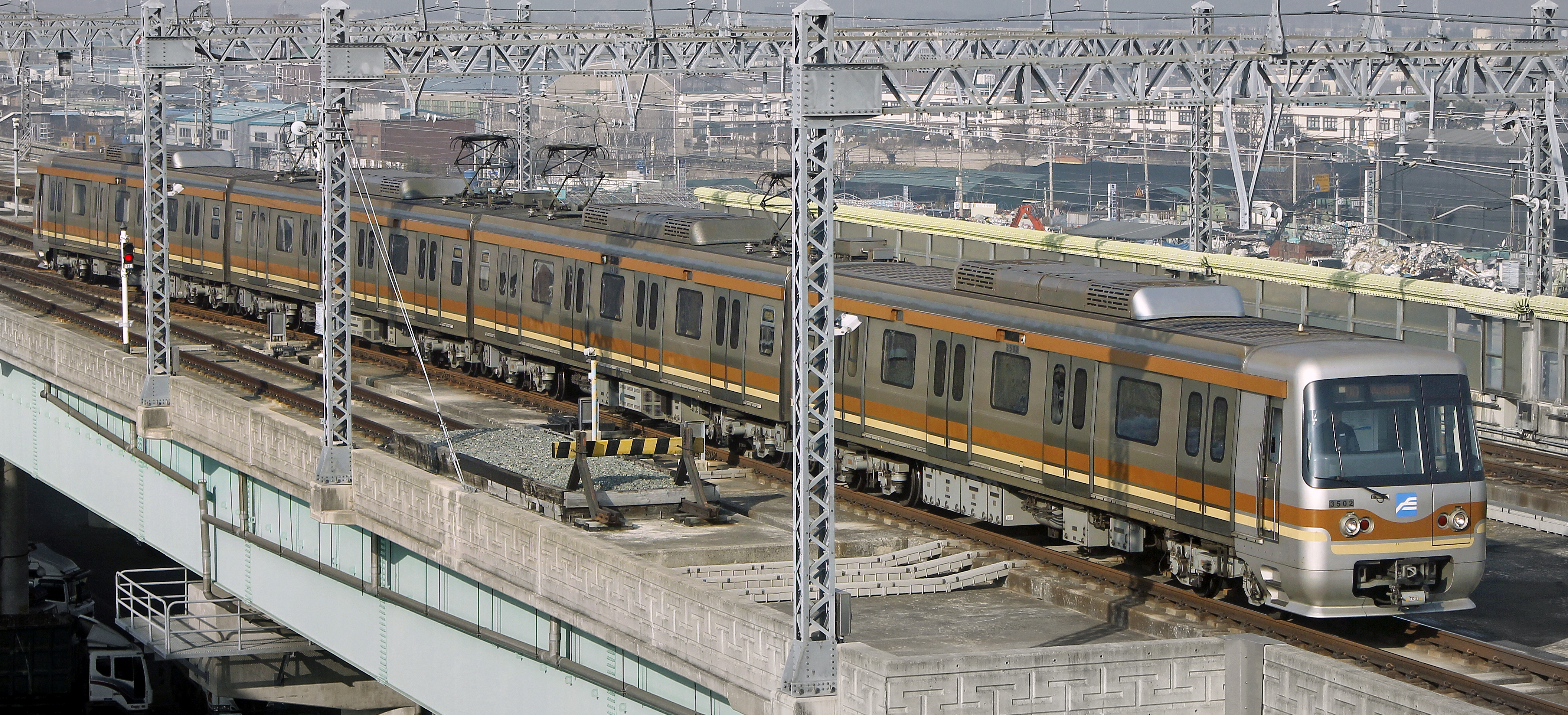
대저차량기지에서 출고하여 대저역 부산 3호선 수영 방향 승강장으로 진입하고 있는 부산 도시철도 3호선 부산교통공사 3000호대 전동차. 4량으로 오사카시 고속 전기궤도 오사카 메트로 이마자토스지선 전동차와 외형이 비슷하다.
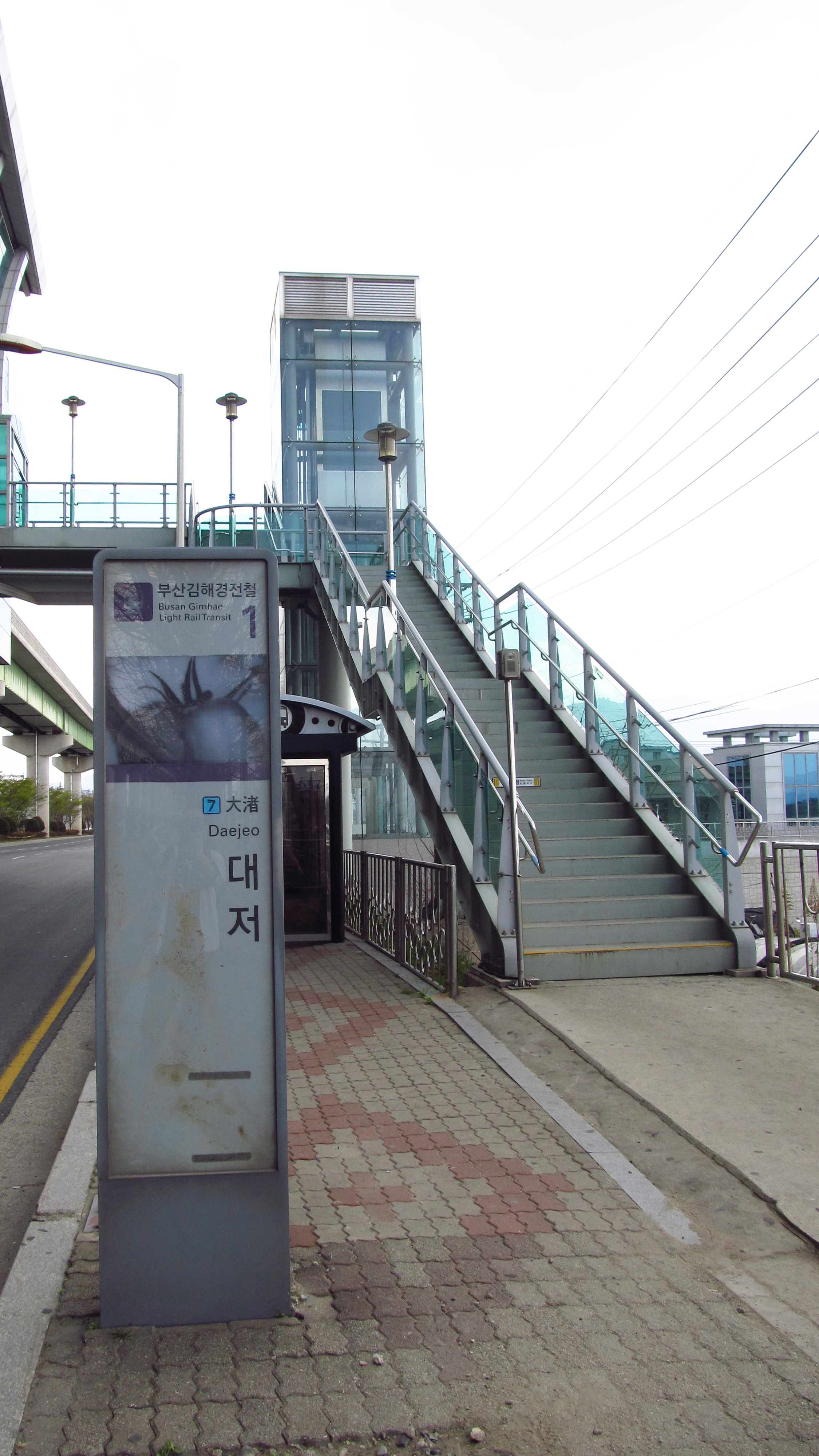
부산-김해 경전철 대저역 1번 출입구
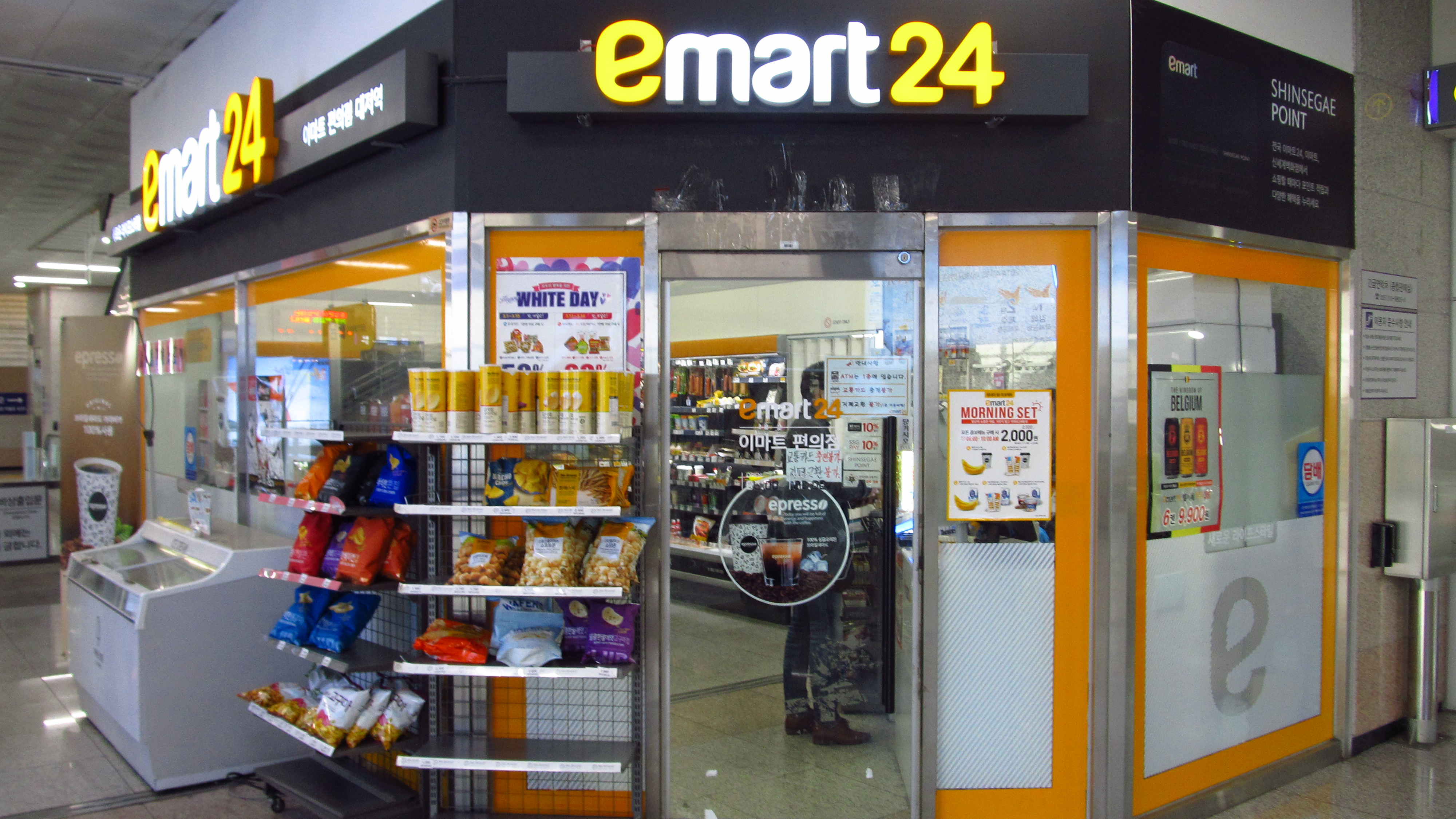
이마트24 대저역점

## 인접한 역
| 부산 도시철도 3호선    | 부산 도시철도 3호선   | 부산 도시철도 3호선 |
| ---------------------- | --------------------- | ------------------- |
| 316 체육공원 수영 방면 | ● 부산 도시철도 3호선 | 시·종착역           |
| 부산-김해 경전철       |                       |                     |
| 6 등구 사상 방면       | ● 부산-김해 경전철    | 8 평강 가야대 방면  |